# Domitila de Carvalho

Assinatura de Domitila de Carvalho

Domitila (Domitilla na grafia Portuguesa antiga) Hormizinda Miranda de Carvalho (Feira, Travanca, 10 de Abril de 1871 — Lisboa, Prazeres, 11 de Novembro de 1966) foi uma médica, professora, escritora e política Portuguesa, tendo sendo a primeira mulher a frequentar a Universidade de Coimbra, onde se formou em três áreas distintas (Matemática, Filosofia e Medicina), e uma das primeiras três deputadas eleitas em Portugal ao integrar, em 1934, a lista dos deputados escolhidos pela União Nacional para a I Legislatura da Assembleia Nacional. Foi poetisa e sócia da Academia das Ciências de Lisboa. Era monárquica e amiga da Rainha D. Amélia, com quem trocava correspondência.

## Biografia
Domitila Hormizinda Miranda de Carvalho nasceu em Travanca, concelho da Feira, filha de Manuel Rodrigues de Carvalho, um professor da instrução primária, natural da freguesia de Requeixo, concelho de Aveiro, e de Margarida Rita de Miranda, natural da freguesia de Alquerubim, concelho de Albergaria-a-Velha. Ficou órfã de pai com apenas um ano de idade. Fez os primeiros estudos em Castelo Branco, cujo liceu frequentou, tendo prosseguido estudos nos liceus de Bragança e Leiria. Terminou o ensino liceal em 1891.
Terminado o ensino secundário com excelentes resultados nos exames finais, a instâncias dos professores e da mãe requereu a matrícula ao Magnífico Reitor e tornou-se a primeira mulher, depois da reforma universitária de 1772, a ser admitida na Universidade de Coimbra, onde se matriculou em Outubro de 1891. Como condição para a admissão, foi obrigada, por indicação do reitor, a trajar sempre de negro, com chapéu discreto e de um modo sóbrio de forma a que não se evidenciasse entre os colegas masculinos, obrigatoriamente vestidos de capa e batina botoada.
Iniciou a frequência dos cursos de Matemática e Filosofia, os quais concluiu com distinção em 1894 e 1895, respectivamente. Matriculou-se de seguida no curso de Medicina e até 1896 foi a única aluna da Universidade. Quando se doutorou em Medicina, em 1904, com 16 valores, teve por madrinha a rainha D. Amélia de Orleães.
Concluída a formação universitária, passou a exercer clínica em Lisboa, como médica na Assistência Nacional aos Tuberculosos, mas optou por ingressar num lugar de professora efectiva no Liceu de D. Maria Pia, a primeira escola secundária criada em Portugal para o sexo feminino. Aquela escola ministrava apenas o Curso Geral, pelo que as raparigas que desejassem fazer o Curso Complementar teriam que matricular-se nos liceus masculinos. Ao leccionar a disciplina de Matemática, coube a Domitila de Carvalho, que era a primeira mulher portuguesa licenciada em Matemática, tornar-se também na primeira mulher portuguesa a ser professora daquela disciplina. 
Para além de professora de Matemática, foi reitora do Liceu D. Maria Pia desde a sua fundação, em 23 de Fevereiro de 1906, até Novembro de 1912. Até à sua aposentação, continuou a leccionar Matemática no mesmo liceu, que Sidónio Pais elevou a liceu central em 24 de Dezembro de 1917, com o nome de Liceu de Almeida Garrett e que mais tarde adoptou o nome de Liceu Maria Amália Vaz de Carvalho.
No Liceu D. Maria Pia leccionou várias disciplinas, tendo ficado somente com a disciplina de Matemática quando o Liceu passou a designar-se Liceu Maria Amália Vaz de Carvalho.
Paralelamente às suas actividades como docente e médica, dedicou-se à escrita, tendo publicado alguns livros de versos, um dos quais foi impresso em Coimbra em 1909 e com prefácio de Afonso Lopes Vieira. Também se dedicou à realização de conferências sobre assuntos literários e de educação. A sua notoriedade levou a que fosse eleita sócia correspondente da Academia das Ciências de Lisboa e feita vogal do Conselho Superior de Instrução Pública. Era também membro destacado da organização dos Médicos Católicos Portugueses e de várias organizações ligadas à Igreja Católica e aos movimentos de beneficência. Em 1936 foi nomeada vogal da direcção da Obra das Mães pela Educação Nacional (OMEN).
A 11 de abril de 1931, foi agraciada com o grau de Comendador da Ordem da Instrução Pública.
Em 1934 foi uma das três mulheres convidadas pela União Nacional para integrarem a lista única de candidatos a deputados na I Legislatura da recém-criada Assembleia Nacional do Estado Novo. A eleição realizou-se em Dezembro de 1934, e durante duas legislaturas (1934-1938 e 1938-1941), foi com Maria Guardiola e Maria Cândida Parreira uma das três primeiras deputadas portuguesas. Tinha 64 anos quando tomou posse do cargo de deputada à Assembleia Nacional.
Monárquica e conservadora, aderiu aos princípios político-ideológicos do Estado Novo, destacando-se no seio da pequena da elite feminina que apoiava o salazarismo nascente. A sua condição de monárquica levou a que fosse a interlocutora entre Salazar e a ex-rainha D. Amélia de Orleães, com quem mantinha correspondência. Apesar das suas visões conservadoras Católicas, ela decidiu assinar em 1909 uma petição a favor do divórcio. 
Apesar de nunca ter casado e não ter filhos, demonstrou grande interesse pelas questões infantis e pela problemática da família, proferindo, em Maio de 1936, uma conferência sobre o "Comunismo contra a infância", na qual defendeu o papel educativo da família e condenou o "fanatismo do Estado colectivista", que arrancava as crianças aos pais. Na Assembleia Nacional, interveio sobre mortalidade infantil e esteve na origem da introdução de cursos de frequência obrigatória de higiene geral e de puericultura nos liceus e escolas do ensino secundário femininos. Participou também na discussão sobre a reforma educativa liderada por Carneiro Pacheco (1936), pronunciando-se a favor da obrigatoriedade de afixação do crucifixo nas escolas primárias e contra o ensino laico, responsável, segundo ela, pela desnatalidade que estava a assolar a Europa liberal..
Encontra-se colaboração da sua autoria na revista Serões (1901-1911) e na Mocidade Portuguesa Feminina: boletim mensal (1939-1947).
Morreu a 11 de novembro de 1966, na freguesia dos Prazeres, em Lisboa, aos 95 anos.

## Legado
Em 2017, a Universidade de Coimbra, sua alma mater, organizou um ciclo de conferências denominado “Raras e Discretas”, com o objectivo de "dar a conhecer a história e as investigações realizadas sobre o acesso das mulheres ao ensino superior, em particular à Universidade de Coimbra (UC), nos séculos XIX e XX", onde a figura de Domitilla de Carvalho esteve em destaque.

## Obras publicadas
Domitila de Carvalho é autora, entre outras, das seguintes obras:
- Para o alto. Porto : [s.n.], 1957.
- Maria Amália Vaz de Carvalho. Lisboa : [s.n.], 1930.
- Versos. Coimbra : F. França Amado, 1909.
- Terra de amores. Coimbra : Coimbra Ed., 1924.
- Lição às alunas do Liceu de Garrett, no 30.º dia do falecimento do Sr. Dr. Sidónio Paes. Lisboa : Oficinas Gráficas Editoras, 1919.